# 井上二三雄
井上 二三雄（いのうえ ふみお、1883年(明治16年)12月25日 - 1919年(大正8年)3月5日）は、日本の海軍軍人。海軍航空草創期の搭乗員の一人で、第一次世界大戦において日本初の航空作戦に参戦し、のちに殉職した。最終階級は海軍中佐。血盟団指導者の井上日召は弟。

## 生涯

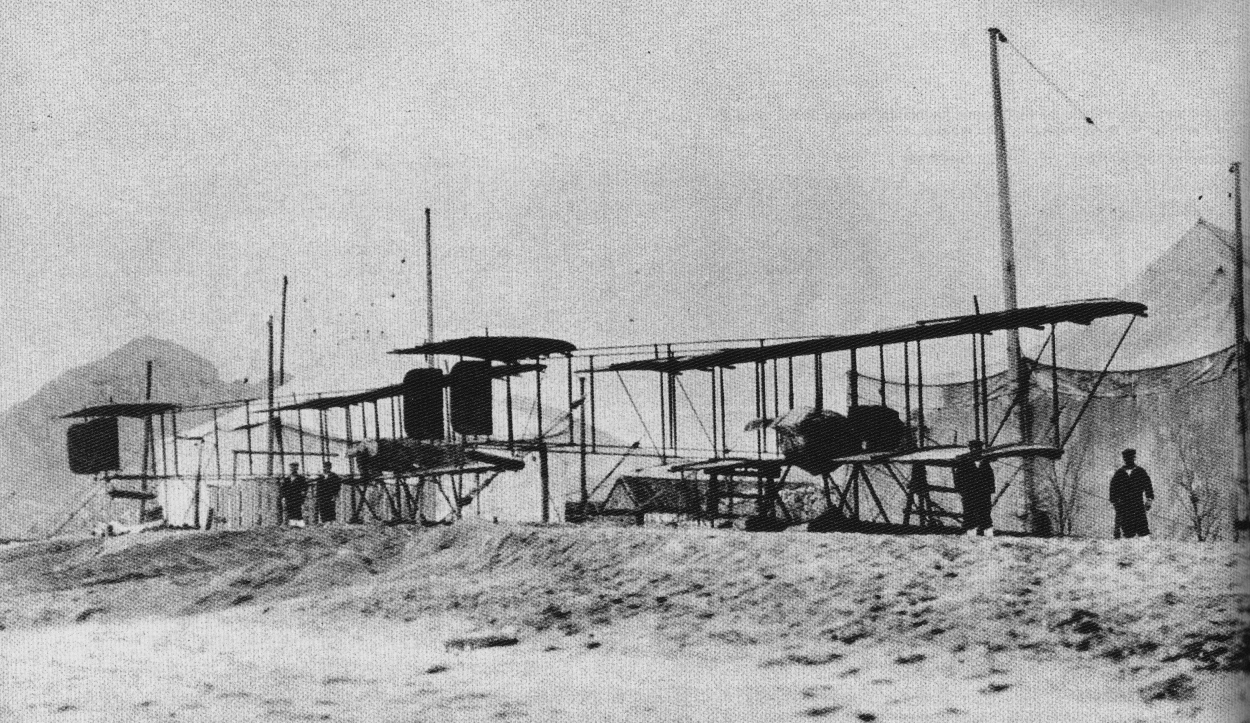
第一次世界大戦時における
「若宮丸」所属のファルマン水上機

群馬県士族の出身である。海軍兵学校33期。同期生に豊田副武、豊田貞次郎、中村亀三郎らがいる。1906年(明治39年)12月少尉任官。初級士官時代の「音羽」、「三笠」乗組みなどを経て、大尉進級後の1912年（大正元年）10月に航空術研究委員を命じられる。金子養三らの海軍初飛行が行われる1月前のことであった。井上や安達東三郎ら四名の操縦練習将校1期生は金子らから操縦技術を学んだ。翌年5月、井上は航空術研究委員会委員長の山路一善らとともに欧州出張を命じられた。この際の山路の報告書は端緒に就いた海軍航空界を啓発するものであった。井上は仏国で新式単葉水上機の訓練を受ける。
1914年（大正3年）には第一次世界大戦が勃発し、日本海軍は青島攻略戦に航空部隊の投入を決定した。海軍航空創設2年半での実戦であり、帰国直後の井上は航空機母艦・「若宮丸」乗組みとして出征し、和田秀穂が操縦する機の偵察員として出撃している。
戦後は日本海軍初の航空隊である横須賀海軍航空隊で飛行機隊長（心得）や同教官、海上では初代の艦隊航空隊飛行機隊長（心得）、「安芸」、「金剛」分隊長などを歴任した。1917年（大正7年）12月に少佐へ昇進し横須賀海軍航空隊飛行機隊長に補職された。翌年3月静岡県三保ヶ関沖で爆弾投下訓練中に機体故障により乗機が墜落し同乗者・山内三郎中尉と共に殉職。少佐進級から3ヶ月弱であったが、中佐に特進した。

## 人物

### 航空術研究委員
日本海軍は、山本英輔の建言に基づき搭乗員の養成を始め、相原四郎（29期）、金子養三（30期）、河野三吉（31期）、山田忠治（33期）らが最初期の搭乗員である。これに次ぐのが井上ら操縦練習将校1期生4名であり、飛行機搭乗員の募集に応じたものであった。練習2期生に和田秀穂（34期）、3期生に飯倉貞造、馬越喜七、武部鷹雄（すべて37期）らがいる。

### 青島攻略戦
航空部隊指揮官は山内四郎で隊の士官は17名、総勢87名、「若宮丸」搭載機数は常用2、補用2である。当時は爆撃照準機がなく爆撃は幼稚なものであったが、偵察では｢エムデン｣の青島不在を確認するなどの実績を挙げ、航空部隊の有効性は海軍中央で認められた。部隊に対し青島攻略戦の海軍側指揮官であった加藤定吉は感状を授与している。

## 家族
後に血盟団事件の首謀者として知られることとなる日召は、二三雄の弟であり、二三雄は日召の学費を援助していた。杉本健は日召が藤井斉、古賀清志ら海軍航空将校とのつながりを深めた理由に、二三雄への思慕があったと指摘し、高橋正衛も二三雄の事故死が日召と海軍の結びつきの契機であったと指摘している。なお神兵隊事件に関わる山口三郎は二三雄の教え子であった。

## 栄典
- 1907年（明治40年）2月12日 - 正八位[12]